# Indocalamus pedalis
Indocalamus pedalis är en gräsart som först beskrevs av Yi Li Keng, och fick sitt nu gällande namn av Keng f. Indocalamus pedalis ingår i släktet Indocalamus och familjen gräs. Inga underarter finns listade i Catalogue of Life.